# Siemiątkowo-Kosmy
Siemiątkowo-Kosmy – przysiółek w Polsce położona w województwie mazowieckim, w powiecie żuromińskim, w gminie Siemiątkowo.
W latach 1975–1998 miejscowość administracyjnie należała do województwa ciechanowskiego.